# Bracon cockerelli
Bracon cockerelli är en stekelart som beskrevs av Charles Thomas Brues 1910. Bracon cockerelli ingår i släktet Bracon och familjen bracksteklar. Inga underarter finns listade.